# Salto Grande (ort)
Salto Grande är en ort i Brasilien.   Den ligger i kommunen Salto Grande och delstaten São Paulo, i den södra delen av landet, 800 km söder om huvudstaden Brasília. Salto Grande ligger 401 meter över havet och antalet invånare är 8 787.
Terrängen runt Salto Grande är huvudsakligen platt. Salto Grande ligger nere i en dal. Runt Salto Grande är det ganska tätbefolkat, med 185 invånare per kvadratkilometer.. Närmaste större samhälle är Ourinhos, 15,2 km sydost om Salto Grande.
Trakten runt Salto Grande består huvudsakligen av våtmarker.